# 彭千祐
彭千祐（Peng Cian-You，1993年2月6日—），台灣男演員、模特兒及藝術家。

## 個人生活
彭千祐父親為美術老師，從小在爸爸的畫室與充滿藝術氣氛的環境中長大，高中與大學也就讀藝術相關科系，大學時開始嘗試各種形式的創作，同時也開始進行平面與電視廣告的拍攝並踏進演藝圈。

## 經歷
2018年曾參加中國實境節目青春有你海選，並於同年參與Netflix首部華語影集《罪夢者》演出，飾演林本川一角，《罪夢者》在2019年10月播出後在台灣與中國引發高度討論，人氣也隨著討論不斷攀升，微博追蹤人數從200多人升至6萬人，同時也接受到至少5部的影視邀約。
2023年彭千祐在愛奇藝奇幻喜劇《不良執念清除師》中飾演男配角曹光硯，該劇播出後受到兩岸三地劇迷的好評與推薦，更讓他在中國大陸知名度大開。同年底擔任第60屆金馬獎遞獎大使。
2024年9月11日第59屆金鐘獎公布入圍名單，彭千祐憑藉《不良執念清除師》戲劇，達成雙料入圍「戲劇節目最具潛力新人獎」和「戲劇節目男配角獎」的提名肯定。

## 展覽
| 年份          | 展覽名稱                                                       | 地點                           | 備註                             |
| 2010年        | 《竹塹美展水彩類》                                             | 新竹                           | 聯展                             |
| 2011年        | 《竹塹美展油畫類》                                             | 新竹                           | 聯展                             |
| 2013年        | 《竹塹美展油畫類》                                             | 新竹                           | 聯展                             |
| 2013年        | 《國際袖珍雕塑展》                                             | 巡迴展                         | 聯展                             |
| 2014年        | 《初草》                                                       | 台北・草山行館                 | 聯展                             |
| 2014年        | 《臺藝雕塑展複合媒材類》                                       | 台北                           | 聯展                             |
| 2014年        | 《竹塹美展立體類》                                             | 新竹                           | 聯展                             |
| 2015年        | 《臺藝雕塑展複合媒材類》                                       | 台北                           | 聯展                             |
| 2015年        | 《Temple Space》                                               | 台北・金車⽂藝中心藝術空間     | 聯展                             |
| 2018年        | 《Me too 我也是 展》                                           | 台中・勤美誠品綠園道B2想像大街 | 聯展                             |
| 2019年        | 《0.3微觀紀錄 Micro Insight》                                  | 台中・自由人藝術公寓           | 個展                             |
| 2020年        | 《YoYoYo！！！》                                               | 台中・金典綠園道2F             | 個展                             |
| 2021年        | 《彭千祐x彭希親 雙個展－白夜 Timeless》                        | 台北・ForgoodCafe 好多咖啡     | 個展                             |
| 2021年-2022年 | 《【teamLab未來遊樂園&與花共生的動物們】X彭千祐 公益彩繪創作》 | 台北・微風南山atre 3F          | 聯展                             |
| 2022年        | 《「十號內的秘密」 · 第一屆袖珍展》                            | 台北・青雲畫廊                 | 聯展                             |
| 2023年        | 《OH NO!執念宇宙》                                             | 台北・光一一個時間早午餐店     | 聯展，《不良執念清除師》影集特展 |
| 2023年        | 《夏日和鳴》                                                   | 台北・寶吉祥藝術中心           | 聯展                             |
| 2024年        | 《空間的香料Spices in Space》                                  | 台北・ForgoodCafe 好多咖啡     | 個展                             |

## 影視作品

### 電影
| 年份   | 名稱               | 角色 |
| 待上映 | 《五個花旦的少年》 |      |

### 戲劇
| 年份   | 網路劇名稱         | 角色   | 性質 | 導演   | 播出平台                 | 備註 |
| 2019年 | 《罪夢者》         | 林本川 | 客串 | 陳映蓉 | Netflix                  |      |
| 2023年 | 《不良執念清除師》 | 曹光硯 | 配角 | 林冠慧 | 愛奇藝國際站、八大戲劇台 |      |

### 綜藝節目
| 播出日期      | 節目名稱           | 備註                       |
| 2023年4月7日  | 佼心食堂           | 《不良執念清除師》影集宣傳 |
| 2023年4月11日 | 星光雲RUN新聞      | 《不良執念清除師》影集宣傳 |
| 2023年4月12日 | 小姐不熙娣         | 《不良執念清除師》影集宣傳 |
| 2023年6月14日 | 娛樂百分百         | 《不良執念清除師》影集宣傳 |
| 2024年1月27日 | 誰來演戲之圓桌對談 | 新生代實力派演員 III       |

### 廣告・短片
| 年分   | 影片名稱                                                     | 備註                                                                   |
| 2016年 | 噪咖 - 《左撇子女孩的困擾 - 只有妳知道》                     |                                                                        |
| 2016年 | Yamaha - 《Force廣告》                                       |                                                                        |
| 2016年 | TOMO奈米防護TOMO - 《WOW 這樣的男友，連我也想 YES，I DO ！》 |                                                                        |
| 2016年 | plain-me - 《4 WAY 輕量多工收納式後背包 》                   | 水星逆行篇、揹得起的人生篇、幫我買篇                                   |
| 2017年 | KYMCO - 《New Manny 110 Would U Many Me？》                  |                                                                        |
| 2017年 | SONY - 《Xperia XA1 Ultra 放閃自拍學院~ 上課囉~》            |                                                                        |
| 2018年 | 鴻海教育基金會 - 《鴻海獎學鯨 52赫茲鯨魚》                   |                                                                        |
| 2018年 | 中銀香港 - 《中銀香港發薪戶口 初次出糧滿足感》               |                                                                        |
| 2018年 | Tiimec - 《Knot ATC-40 AUTOMATIC WATCH》                     |                                                                        |
| 2018年 | UNI water - 《UNI water X VOGUE 2018 FNO聯名瓶限量上市！》   |                                                                        |
| 2019年 | LONGINES - 《浪鬼型男百搭日記》                              |                                                                        |
| 2019年 | D'urban - 《D'URBAN FW19 x Payne Peng 彭千祐 Short Film》    | Morning、On the Way to Work、Off Work、Weekend Coffee、Weekend Getaway |
| 2020年 | 統一蛋糕屋 - 《微微微微偶像劇》                              | 共三話                                                                 |
| 2021年 | 台灣大哥大 - 《【好速成双 5G+WiFi6】累格Never Come Back》    |                                                                        |
| 2022年 | I-PRIMO - 《連俞涵與彭千祐攜手放閃》                         |                                                                        |
| 2023年 | I-PRIMO - 《連俞涵與彭千祐的春日浪漫進行式！》               |                                                                        |
| 2024年 | 國泰 亞洲萬里通 - 《MilesWalker哩程漫遊》                    | 品牌推廣大使                                                           |
| 2024年 | 星宇航空 -《跟著星宇一起遊香港》                             | 遊港大使 - 聖誕假期                                                    |
| 2025年 | 香港四隅︰與黃偉晉、彭千祐探索南岸風光                       |                                                                        |

### 音樂錄影帶
| 年份   | 作品名稱                            | 歌手         | 導演         | 備註 |
| 2017年 | 《大夥騎》 （页面存档备份，存于）   | 葛仲珊       | 陳映之       |      |
| 2018年 | 《AngeAnna》 （页面存档备份，存于） | 安那         | Ares Wu      |      |
| 2019年 | 《曙光 teaser 1》                   | 黃星僑       |              |      |
| 2020年 | 《塗抹》                            | Crispy脆樂團 | Crispy脆樂團 |      |
| 2021年 | 《匿名萬歲》 （页面存档备份，存于） | 孫燕姿       | 蘇文聖       |      |
| 2021年 | 《早晚》 （页面存档备份，存于）     | 艾怡良       | 張家毓       |      |

## 平面拍攝
- 2015年
  - check inn 商旅 （制服形象）[12]
  - Matter Lab 電腦包
- 2016年
  - FamilyMart x 倉石一樹 （輕量保暖羽絨背心形象) [13]
  - Ridgebake 包包
  - Kappa
  - plain me select shop
- 2018年
  - KYMCO 機車網路形象
  - Gogoro （臺南開幕 形象）
  - 肯德基(英倫太妃酥蛋撻)
  - MUJI 無印良品
  - H&M
- 2019年
  - Genquo
  - Mercci22 [14]
  - URBAN RESEARCH X SYNDRO [15] [16]
  - D'urban  [17][18][19][20][21]
  - Tan Tan studio [22]
  - Calvin Klein Jeans
- 2020年
  - Bitplay Inc 手機殼形象 [23]
  - MUJI 無印良品
  - UNIQLO
  - GoShare
- 2021年
- 2022年
  - UNIQLO
  - Jo Malone London
  - 犀牛盾手機殼
  - MIDO
- 2023年
  - Jo Malone London
  - Ralph Lauren
  - HTC
  - EDWIN
  - Stayreal
  - pazzo
  - rite包包
  - Reebok
  - allsaintstaiwan 飾品
  - BERLUTI
  - 格蘭菲迪奢華系列
  - gucci valigeria
  - PiagetHighJewellery
  - prada eyewear
  - ysl
  - GUCCI
  - KENZO
  - 酷柏光學
  - TUMI
  - Dior
- 2024年
  - AlexanderMcQueen
  - delvaux
  - berluti
  - graff
  - celine
  - tommyhilfiger
  - gucci
  - COS x TABATA SHIBORI
  - LouisVuitton
  - zeiss_vision_center_brighteyes
  - MichaelKors
  - Alexandermcqueen
  - Dior Parfums
  - cartier
  - newbalance
  - shiatzychen
- 2025年
  - Dior
  - celine
  - LouisVuitton
  - burberry
  - DiorMenFall

## 廣編特輯
- 2015年
  - Juksy 街星 x Converse Chuck Taylor All Star Rubber 系列
  - Juksy 街星 x 24款型包，打造薄荷系男孩的Total Look
- 2016年
  - Keedan.com x 2016SS NIKE “ALL IN KNIT” LOOKBOOK [24]
  - Keedan.com x 男子の鍋 / 自宅鍋物「日式牛腸鍋」起點篇 [25]
  - Keedan.com x 男子の鍋 / 自宅鍋物「日式牛腸鍋」共享篇 [26]
  - Keedan.com x Converse All star Modern 特輯 [27]
  - Juksy 街星 x Converse Cons One Star 系列
  - OVERDOPE.COM x CASIO G-SHOCK 手錶
  - Juksy 街星 x Samsung Galaxy A8 手機
  - Juksy 街星 x Aidas (Z.N.E hoodie 連帽外套）
  - Juksy 街星 x Teva 涼鞋系列
- 2017年
  - PopDaily x ZAKUZAKU棒棒泡芙
  - Marie Claire x KATE 彩妝 [28]
  - Vogue x SONY耳機 [29]
  - Keedan.com x Lacoste [30]
- 2019年
  - Juksy 街星 x LONGINES 手錶 [31]
  - Juksy 街星 x Samsung GalaxyNote10 手機　[32]
  - GQ X CERRUTI 1881 [33]
- 2022年
  - Marie Claire x I-PRIMO [34][35]
- 2023年
  - GQ X THREE [36]
  - OVERDOPE.COM x adidas
  - Vogue x GIORGIO ARMANI 彩妝
  - Marie Claire x Tiffany & Co. 飾品
  - EVERYDAY OBJECT x KFC 起司塔
  - URBAN RUNNERS雜誌 x MIZUNO 機能運動衣
  - CHOC雜誌 x KYMCO 機車
- 2024年
  - Galaxy AI X Galaxy S24 Ultra
  - 國泰 亞洲萬里通
  - DelvauxDay
  - STARLUX Airlines
- 2025年
  - shiseido  x 小紅瓶powermax
  - discoverhongkong
  - CHANELMakeup

## 媒體訪問
- 2016年
  - Juksy 街星 - <【潮男百拍】克服酷暑！夏天穿搭原來這麼簡單>
- 2020年
  - men's uno - <雌雄莫辨─彭千祐>[37]
- 2023年
  - Marie Claire - <專訪／《不良執念清除師》曾敬驊靠書法紓壓　彭千祐自爆兩人「嘴對嘴」曖昧戲碼>[38]
  - Marie Claire - <專訪／曾敬驊認了跟陳昊森「頻率不同」　朱軒洋才是好友良性競爭也很興奮>[39]
  - 壹蘋新聞網 - <封面專訪／曾敬驊 彭千祐 見怪不怪>[40]
  - 娛樂星聞 - <專訪／處女作和許光漢拍全裸床戲！彭千祐「不敢提」遇母驟逝留遺憾>[41]
  - 中央社 - <首頁 / 娛樂 曾敬驊自曝高中皮樣 彭千祐告白宋芸樺「我的英雄」>[42]
  - CTWANT - <星對話／曾敬驊「入行最拚」鼻涕滴臉上也不動　彭千祐為《不良》哭噴喊：赤裸>[43]
  - 聯合影音網 - <曾和許光漢裸身激戰11分鐘！ 彭千祐淚憶母親驟逝>[44]
  - 劇夠 - <彭千祐專訪／隱身的藝術家走向鏡頭，不安感容易被表情出賣>[45]
  - 中時新聞網 - <專訪／曾敬驊爆紅曾焦慮被遺忘 彭千祐被預言當「幼幼台哥哥」>[46]
  - Yahoo奇摩新聞 - <專訪／私約過夜旅行！彭千祐揭密他「生活細節」曾敬驊秒反駁：那是假的>[47]
  - Style Master - <彭千祐／擁有執念不是壞事，讓我能更坦然面對困境。>[48]
  - 1626 - <雜誌專訪／彭千祐：执笔的人>
  - 閱世 BLUECHARM- <雜誌專訪／彭千祐>
  - XBlush Magazine- <曾敬骅、彭千祐雜誌專訪>影片
  - men’s uno- <雜誌專訪／2023十月號的封面人物>
  - Vogue Taiwan - <專訪／【2023金馬獎】彭千祐相隔四年重返螢幕，從《罪夢者》到《不良執念清除師》的蛻變之路>[49]

- 2024年  
  - ELLE TAIWAN - <專訪／新世代男神彭千祐：「好好生活、好好吃飯，接受也享受每一個挑戰！」>[50]
  - Style Master - <彭千祐 自認超級感覺派！一踩就爆的情緒「地雷」是 ｜style master【NEW STAR】影片
  - Style Master - <彭千祐 開箱出國旅遊包！「這樣」絕對不能忘了帶>影片
  - Yahoo奇摩新聞  - <專訪／彭千祐入圍2金鐘憶亡母忍不住哽咽 淚謝家人支持>[51]
  - TVBS娛樂頭條 - <T金鐘專訪/彭千祐 《罪夢者》男男激情超突破：挑戰自我>
- 2025年
  - Bella - <專訪／【Bella Star】彭千祐《不良執念清除師》爆紅，持續以天真浪漫性格享受人生：「希望做任何事情都能誠實面對自己的內心。」>[52]
  - Bella - <專訪／新生代演員彭千祐、劉主平因CHANEL COCO CRUSH相遇，演繹如菱格紋般的命運交織，炫目紅寶石的更添悸動光芒>[53]

## 媒體報導
- 2018年
  - Juksy 街星 - <【口袋掏天菜】雜誌、品牌都爭相找他拍攝！「暖系男神」彭千祐讓網友直呼「視覺戀愛了⋯⋯」>
- 2023年
  - 鏡周刊 - <《罪夢者》與許光漢床戲一戰成名！彭千祐《不良執念清除師》化身帥氣學霸，私底下是才華藝術家！>[54]
  - 鏡周刊 - <《不良執念清除師》曾敬驊、彭千祐CP感太強　2人靦腆神祕笑了>[55]
  - BEAUTY美人圈 - <《不良執念清除師》彭千祐7件事！雕塑系畢業，曾和許光漢演激情床戲，媽媽猝逝成遺憾>[56]
  - ETtoday星光雲 - <排行第一公約！彭千祐「公主抱」曾敬驊旋轉　千粉線上嗨爆喊「圓滿了」>[57]
  - 鏡周刊 - <彭千祐公主抱曾敬驊　粉絲嗨喊「圓滿了」>[58]
  - 今日新聞 - <彭千祐公主抱曾敬驊！觀眾嗨喊：圓滿了>[59]
  - 星品味 - <斜槓藝術家！彭千祐舉辦11次畫展　畫室長大樂把比賽當目標>[60]
  - 網路溫度計- <多圖／安孝燮好帥啊！Gucci台北101旗艦店開幕　蔡依林美搭張震、坤達合體Ella星光閃閃 >[61]
  - udnstyle- <彭千祐質感演繹！日潮Ｎ.Hoolywood加持UNITED ARROW十周年限定服飾 >[62]
  - 鏡周刊 - <【金馬60】潛力新秀認證　林毓家、夏朧、彭千祐接棒劉冠廷金馬遞獎>[63]
  - udnstyle- <金馬紅毯／他們是誰？一踏上紅毯場邊爆出尖叫聲！「真實身分揭曉」彭千祐帥臉超圈粉>[64]

- 2024年
  - 鏡周刊 - <朱軒洋與鳳小岳裙裝造型跑LV趴　人氣不敵喇叭褲look的彭千祐>[65]
  - 四季線上- <和許光漢「全裸床戰」 美術系高材生彭千祐「以為會很浪漫」>[66]
  - Yahoo奇摩新聞  - <TAIPEI 101盛大開幕！柯佳嬿帥氣皮衣現身、曾敬驊復古喇叭褲 彭千祐愛心大放送。>[67]
  - 聯合報- <彭千祐、柯佳嬿黑皮革上身 站台CELINE台北101精品店>[68]
  - 自由時報- <CELINE全新精品店星光熠熠！柯佳嬿詹子萱短裙俏麗 曾敬驊彭千祐龐克帥勁>[69]
  - 緯來新聞網- <彭千祐合作花藝師推個展　好友魏如萱、大鶴力挺>[70]
  - Yahoo奇摩新聞  - <邵雨薇說溜嘴不覺男友穿衣好看 MICHAEL KORS派對讓彭千祐尷尬喊救命>[71]
  - Yahoo奇摩新聞  - <金鐘59／《不良執念清除師》曾敬驊反應慢半拍自嘲：跟蒲一永一樣 彭千祐「逛百貨」突遇櫃姐獻花嚇傻>[72]
  - Yahoo奇摩新聞  - <《不良執念清除師》金鐘狂掃9項入圍楊謹華、曾敬驊、彭千祐都上榜！>[73]
  - ETtoday星光雲 - <巴黎時裝周／炎亞綸、彭千祐雙帥新中式造型！夏姿「點䨝」鳶尾花刺繡絕美>[74]
  - Tatler Asia- <2025春夏巴黎時裝週：Shiatzy Chen 夏姿・陳從墨到筆劃「點䨝」展現東方書畫之美，楊千嬅與彭千祐驚喜同台亮相>[75]
  - Yahoo奇摩新聞  - <金鐘獎2024／《此時此刻》Lulu、許莉廷搶新人獎！彭千祐《不良執念》男配新人雙入圍【戲劇節目最具潛力新人獎入圍】>[76]
  - 車勢星聞- <【車勢星聞】影音／曾敬驊入圍金鐘男主角坦言不敢想得獎，彭千祐雙料入圍直呼幸運>[77]
  - Yahoo奇摩新聞  - <金鐘獎2024／《不良執念清除師》彭千祐和李李仁爭獎項！ 傻問：哥也是新人嗎>[78]
  - Yahoo奇摩新聞  - <楊謹華、曾敬驊、彭千祐與導演出席金鐘慶功宴 (圖)>[79]
  - ETtoday星光雲 - <金鐘5帥 ／彭千祐衣架子登最帥男神寶座　「白馬王子」劉俊謙緊追>[80]
  - Yahoo奇摩新聞  - <2024金鐘獎／彭千祐西裝裡沒有穿！ 曾敬驊「中間挖洞」露出超深腹肌>[81]
  - 中天新聞稿  - <金鐘59直擊/襯衫大敞露點！曾敬驊秀超精壯6塊腹肌 彭千祐喊話下次再挑戰>[82]
  - 自由時報- <彭千祐南下出公差帥挺夏姿！心繫府城美食預約下班後衝80年老字號冰果室>[83]
  - 自由時報- <夏姿新店型進駐台南新天地！中式屏風優雅點綴 彭千祐黑裝站台藏細節>[84]
- 2025年
  - 壹蘋新聞網- <劉以豪套LV大聊觀葉植物　彭千祐被自己「小書僮」造型可愛到>[85]
  - 蕃薯藤- <路易威登（Louis Vuitton）與村上隆（Takashi Murakami）的聯名合作party 王淨、劉奕兒、詹子萱、彭千祐、劉以豪 盛裝出席 感受花花世界的魅力>[86]
  - 自由時報- <彭千祐學藝術出身 拍清除師一波三折>[87]
  - 自由時報- <彭千祐「拍戲遇挫折」身體狂出狀況 認了「與劇組格格不入」>[88]
  - 大紀元- <歡聚公司尾牙 張清芳、謝盈萱等群星談新年期許>[89]
  - Yahoo奇摩新聞  - <台泰藝人現身香港郊區發掘自然秘景 黃偉晉彭千祐體驗獨木舟欣賞粉紅夕陽美景>[90]
  - 自由時報  - <彭千祐香港嗨划獨木舟 黃偉晉嗑美食補體力陪衝>[91]
  - PCHOME-<「香港四隅」揭開郊野秘境 上山下海體驗身心健康綠色深度遊>[92]
  - ELLE TAIWAN - <李沐、王渝萱、林映唯、J.SHEON、林哲熹在「香奈兒COCO玩色遊樂園」發起ONE TAKE CHALLENGE唇膏戰帖，三大遊戲秘訣帶你一次闖關！>[93]

## 獎項紀錄
| 年份   | 頒獎典禮     | 獎項                   | 作品               | 角色   | 結果 |
| 2024年 | 第59屆金鐘獎 | 戲劇節目最具潛力新人獎 | 《不良執念清除師》 | 曹光硯 | 提名 |
| 2024年 | 第59屆金鐘獎 | 戲劇節目男配角獎       | 《不良執念清除師》 | 曹光硯 | 提名 |

## 外部連結
- 彭千祐的Facebook專頁
- 彭千祐的Instagram帳戶
- 彭千祐的新浪微博
- 彭千祐的小紅書
- 彭千祐的Threads
- 彭千祐在互联网电影资料库（IMDb）上的資料（英文）